# Royal African Company
Ne doit pas confondue avec la Compagnie royale d'Afrique fondée en France en 1560 et reconstituée  en 1741 avant de disparaître à la Révolution française
La Royal African Company (litt. « Compagnie royale d'Afrique »), d'abord connue sous le nom de « Company of Royal Adventurers Trading to Africa », est une compagnie maritime anglaise fondée en 1672 sur les côtes de Guinée, où est fondée l'année suivante sa concurrente française la Compagnie du Sénégal. Avec cette dernière, la Royal African Company fut le pilier du développement de la traite négrière européenne. 
Dissoute, elle renaît sous le nom de Compagnie africaine des marchands en 1752.

## Fondation

Jacques Stuart, duc d'York.

Elle est fondée en 1672 par Jacques Stuart, frère cadet du roi Charles II, grand amiral. De 1672 à 1685, Jacques Stuart est la grande figure du lobby esclavagiste[réf. nécessaire] aux Antilles.
Le siège de la compagnie est installé à Londres.
En 1673, Colbert, ministre de la Marine de Louis XIV, crée la Compagnie du Sénégal. C'est en effet l'époque ou l'Angleterre et la France envisagent de remplacer le Portugal dans la traite transatlantique.

## Rôle
Elle a succédé à la compagnie des aventuriers d'Afrique, créée en 1661 par le roi Charles II, frère de Jacques II, l'année même où des colons de la Barbade chassés par la spéculation immobilière s'installent sur les terres de la Caroline, qui ne recevra ce nom qu'en 1664 lorsque Charles II en fait sa colonie. En 1669, le colonel Benjamin Berringer, l'un des plus riches planteurs de la Barbade s'y installe et devient gouverneur de la Caroline en 1671.
En 1667, Charles II avait cédé toutes terres d'Afrique occidentale n'appartenant pas à d'autres nations à la Compagnie des aventuriers d'Afrique. Avec la Compagnie royale d'Afrique, son frère saisit tous les bateaux de commerce anglais ne respectant pas le monopole, ce qui lui attire les foudres du parlement, selon Pierre Labarthe, dans Voyage à la côte de Guinée.
La compagnie royale d'Afrique construit en 1672 un fort sur la côte de Guinée et en reprend cinq à son service, pour développer l'esclavage à destination des Antilles, afin de favoriser le développement des plantations de sucre. Dès sa création, la société a le monopole de tout commerce sur la côte occidentale d'Afrique, et tente d'évincer aussi les comptoirs normands[réf. nécessaire].

### Les plantations de la Jamaïque
L'expansion de l'économie sucrière en Jamaïque lui offre de nouveaux débouchés. Parmi les nombreuses Compagnies européennes fondées au XVIIe siècle, c'est celle qui se concentrera le plus sur le trafic d'esclaves.

### Concurrents et rentabilité
La création de la Compagnie royale d'Afrique vise à importer de plus grandes quantités d'esclaves africains : 125 000 entre 1672 et 1713, dont 25 000 perdus lors de la traversée. Sa création entraîne la faillite en 1673 de la Compagnie néerlandaise des Indes occidentales.
Sa rentabilité est estimée à 12 % par an même si d'autres importateurs concurrencent son monopole et c'est un total de 176 000 esclaves qui sont importés aux îles britanniques sur une période plus courte, entre 1676 et 1700.

### La traite négrière sur la côte des esclaves
Les importations d'esclaves en provenance de la baie du Bénin, sur toute la zone allant de Little Popo à Lagos, sont inexistantes jusqu'aux années 1670 de la part des Anglais et des Français, selon l'historien Patrick Manning, et extrêmement faibles de la part des Portugais, les chiffres concernant les Hollandais étant quant à eux très discutés,. 
La décennie 1670 voit un total d'environ 10 000 personnes déportées de cette région par les Anglais et des Français, réparties à égalité, selon cette même source et le décollage a lieu lors de la décennie suivante avec 22 000 par les Anglais et 5 000 par les Français, puis surtout lors des années 1700, avec 47 000 par les Anglais et 10 000 par les Français, tendance qui ne fléchit pas au cours des deux décennies suivantes, selon les estimations effectuées par l'historien Patrick Manning, principalement sur la base des estimations de l'historien Philip D. Curtin qui les estime fiables à 20% près.
Les déportations sont encore plus massives côté Portugais avec 280 000 déportations entre 1690 et 1730. Les trois pays se disputent alors ce littoral tout au long du XVIIIe siècle, notamment entre 1727 et 1790, participant aux nombreuses intrigues auprès des populations africaines, chacun pour tenter d'obtenir des esclaves supplémentaires, comme le décrit dès 1793 un contemporain, Archibald Dalzel, dans The History of Dahomey, bien après le premier récit, publié en 1668 à Amsterdam par Dapper et réédité en français en 1682, mais des biais historiographiques intervenant ensuite.
Patrick Manning a révisé en baisse les estimations pour la période des années 1670 des Anglais, dont l'importance est cruciale dans le démarrage de ce phénomène, en jugeant que le chiffre exceptionnel de l'année 1678 rapporté pour la Royal African Company à Offra, soit 6 000 à 7 000 personnes déportées sur une seule année, ne doit pas être trop extrapolé, tout comme ceux publiés l'année de son voyage en Afrique en 1671 par le commissaire général à la Marine François d'Elbée, capitaine de vaisseau à la Compagnie française des Indes occidentales, alors menacée d'une dissolution qui interviendra peu après. 
Selon l'historien Patrick Manning, c'est seulement à partir de 1680 que les estimations sont devenues relativement fiables, pour chacun des trois pays, grâce aux progrès de l'historiographie, trois siècles plus tard, dans les années 1970. Il observe que les estimations des écrits de grands négriers soutenus par l'État, comme le capitaine Ducasse, patron de la Compagnie du Sénégal, sont souvent contradictoires avec les capacités de production de la marine marchande à leur disposition. Selon Patrick Manning, les Hollandais et les Portugais avaient visité ces sites dès 1650 et les seconds ont ensuite reçu des autorisations du Fort d'Elmina, la place dominante localement avec un effectif local de 800 personnes, pour aller faire des affaires plus loin, vers la côte des Esclaves et les principaux sites qui se feront connaitre plusieurs décennies plus tard, Grand-Popo, Little Popo, Keta, Ouida, Jakin, et Elke. 
Selon les témoignages de l'époque, jugés très incomplets, souvent faute d'interlocuteurs politiques africains locaux significatifs, d'où la difficulté de produire des estimations, les Anglais arriveront à Jakin, et Offra dans les années 1670, le premier étant alors le principal site d'où venaient alors les esclaves, avant d'être surpassés par Ouida dans les années 1680, qui conserve cette première place jusqu'en 1720, avec toujours pour seul rival Jakin.
Les négriers se sont plaints de l'impact négatif de la conquête du littoral par le Royaume du Dahomey, notamment quand il détruit les forts hollandais en 1732-1732 pour s'y installer, ce qui stoppe toute exportation d'esclaves de Jakin et donne un monopole à Ouida.

### L'intermède de la Glorieuse Révolution de 1688
La moitié des déportations des trente années (1672-1713) s'est faite en seulement huit ans, de 1680 à 1688, pendant lesquels la Compagnie royale d'Afrique a prélevé 61 000 personnes sur les côtes d'Afrique, à bord de 194 navires, dont 23,8 % sont mortes au cours de la traversée. 
Après la Glorieuse Révolution de 1688, le roi d'Angleterre Jacques II vend ses parts dans la compagnie et prend la fuite en France, avec ses fidèles jacobites, qui vont désormais organiser la traite vers Saint-Domingue. En 1688 aussi, la compagnie est abolie. En 1698, il est décidé que la traite négrière est autorisée à tous les sujets anglais, mais elle est soumise à une taxe de 10 %, à l'aller comme au retour. Dans un rapport du 5 avril 1734 à la chambre des Lords de Londres, la commission du commerce et des plantations souligne que le sucre des îles anglaise est plus cher que les autres, en partie parce que les taxes sur le sucre sont élevés dans l'empire anglais. Sous l'administration de Richard Duton, les taxes se sont multipliées : dix livres de sucre par esclaves, trois livres par âcre cultivé, une autre de deux livres, une taxe de 45 % sur toutes les exportations et une autre taxe de 5 livres par esclave.
Parallèlement, Eric Williams, dans son livre From Columbus to Castro estime que 10 000 engagés volontaires blancs ont été envoyés en Amérique entre 1654 et 1685, dont la moitié en Virginie.

## Comptoirs et établissements

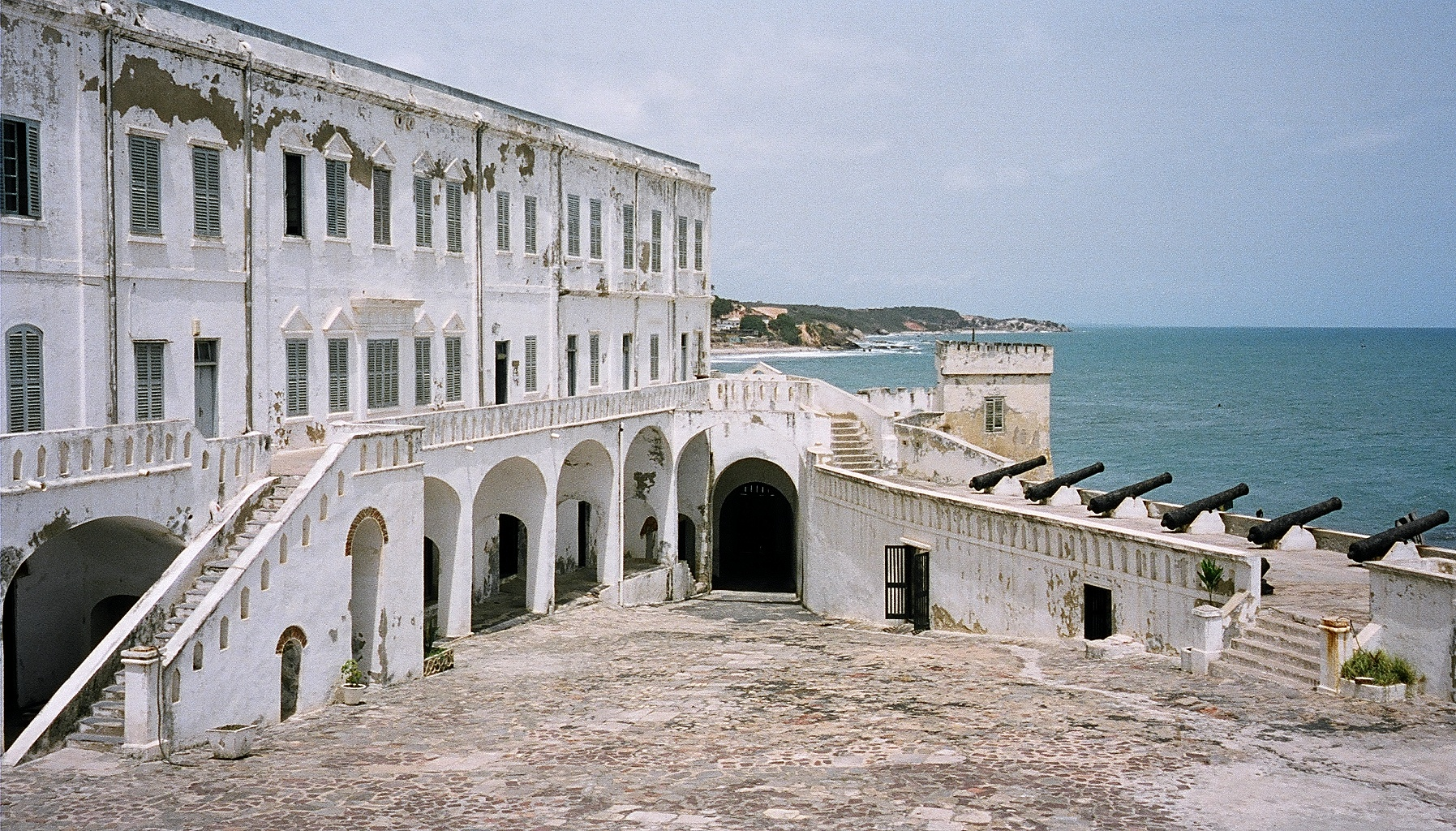
Fort de Cape Coast.

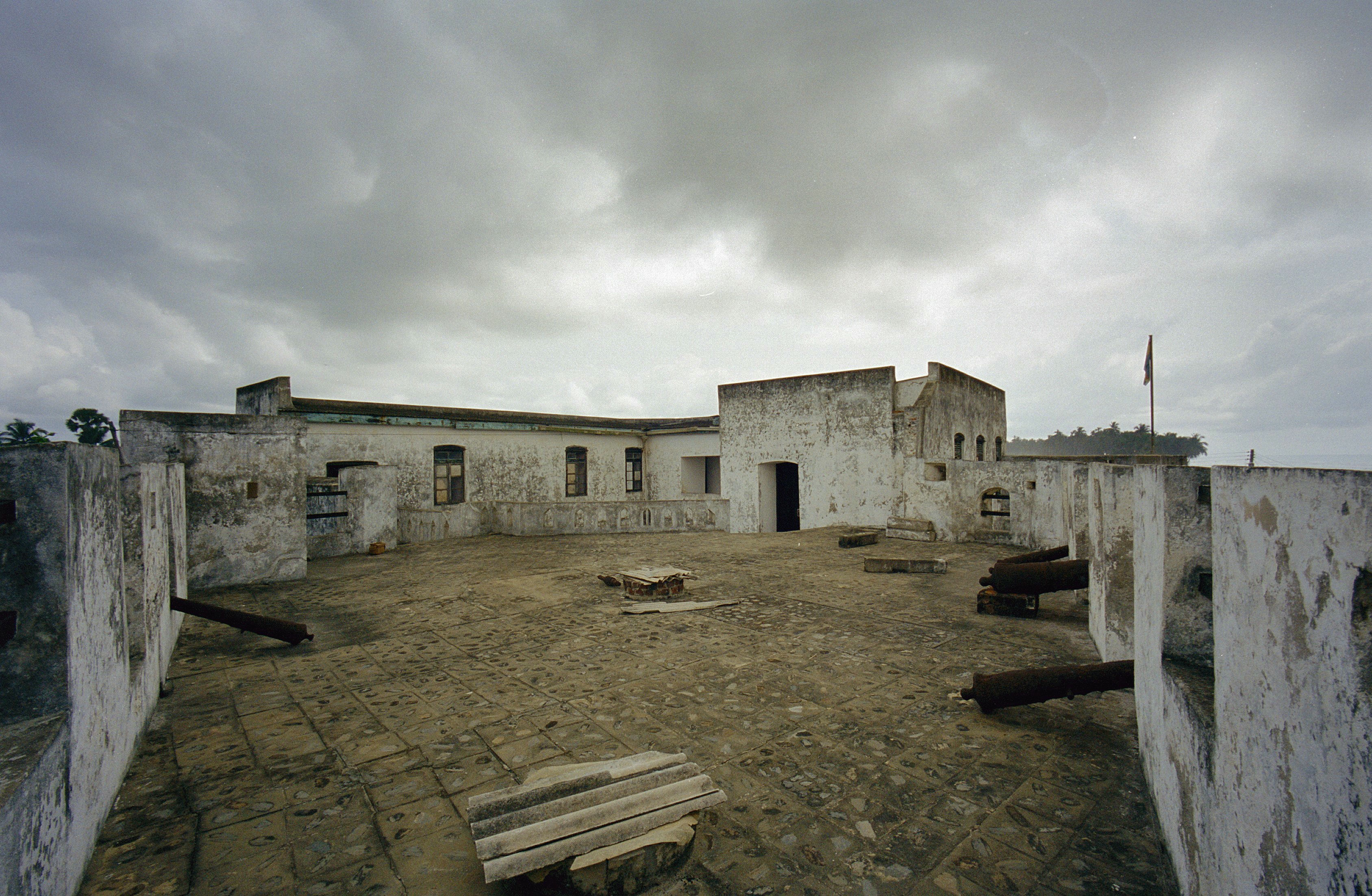
Fort Apollonia.

Après 1672, La compagnie reprend à son service cinq forts  : Cape Coast (en français Cap corse), Dixcove (Fort Metal Cross), Fort Sékondi (ou Saconde), Commendo (Komenda) et Anomabu (Anamabou). Elle construit un Fort à Ouidah (aussi appelée: Juda). La direction du commerce et des factoreries est établie au fort de Cabo Corso où réside l'Agent général de la compagnie.
- Gambie :

Fort James sur l'Île James (1661), (en) Dog Island (1661)
- Côte des graines :

Port fortifié d’York Island, sur l’île Sherbro
Fort de Bunce (1672),
- Côte-de-l'Or :

1672 : Cabo-Corso-Castle (Fort de Cape Coast), Komenda, Fort Metal Cross, Fort Sékondi, Anomabu.
(en) Fort Charles (1674), Fort Apollonia (1691), Fort Winneba (1694), (en) Fort Tantumquery (1720), (en) Fort Vernon (1742)
- Côte des Esclaves :

Fort William de Ouidah (1671)

## Sources et bibliographie
- Paul Butel, Les Caraïbes au temps des flibustiers, XVIe et XVIIe siècles (lire en ligne), p. 233
- Pierre Labarthe, Voyage a la côte de Guinée : ou, Description des côtes d'Afrique, depuis le Cap Tagrin jusqu'au Cap de Lopez-Gonzalves. : Contenant, des instructions relatives à la traite des noirs, d'après des mémoires authentiques, avec une carte gravée sous la direction de Brion fils, d'après un dessin fourni par l'auteur, Chez Debray… L'auteur… Bossange, Masson et Besson, 1803, 310 p. (lire en ligne)
- Jean-Pierre Sainton et Raymond Boutin, Histoire et civilisation de la Caraïbe, Maisonneuve et Larose, 2004, 414 p. (lire en ligne)
- (en) A true account of eight years exports of the Royal African Company, and eight years exports of the separate traders, Londres, 1711
- (en) Henry Meredith, An Account of the Gold Coast of Africa: with a brief history of the African Company, Londres, 1812